# 荒木慶大
荒木 慶大（あらき よしひろ、1973年11月20日 - ）は、元社会人野球選手、元プロボクサー。第49代日本ミドル級王者、元OPBF東洋太平洋ミドル級暫定王者、元WBA世界ミドル級15位、大阪府堺市出身、泉北ボクシングジム所属。

## 来歴
西日本短期大学附属高等学校に野球留学をする。入部した硬式野球部の2学年先輩には新庄剛志が在籍していた。3年時にはプロ野球7球団のドラフトリストに載るも指名を得られず、社会人野球の大昭和製紙北海道→ヴィガしらおいを皮切りに、阿部企業、大阪ペーシェンスクラブと渡り歩く。
野球引退後、プロボクシングに転向。
1999年5月18日、デビュー戦。小坂達也を2RKOで退けデビューを飾る。  
その後、7連勝を記録したが2000年12月16日、全日本ミドル級新人王決定戦で川原奈緒樹に6R判定で敗れ、初の敗北を喫する。
2003年7月5日、ガオグライ・ゲーンノラシン、吉野弘幸らを破り4連勝でランキングは2位まで浮上、満を持して敵地・後楽園ホールにおいて9度防衛の日本ミドル級王者鈴木悟（八王子中屋）に挑戦。大接戦の末に僅差の判定2-1をモノにしてタイトル奪取（泉北ジムにとってもジム創設26年目で初の王者誕生）。
2004年10月18日、ナカムラ・エイジ（大阪帝拳）、保住直孝（ヨネクラ）を退け2度の防衛に成功した後、OPBF東洋太平洋ミドル級王者サキオ・ビカに挑戦。10RTKOで敗れ2敗目を喫する。
2005年7月1日、ビカと再戦する予定であったが、ビカの怪我によりOPBF東洋太平洋ミドル級暫定王座決定戦を李勁勲と争い3RTKOで倒し、暫定王座に輝く。
2005年11月22日、正規王者サキオ・ビカとの統一戦を行うも、5RKOで敗れ失冠、暫定王座は正規王座に吸収される形で消滅した。
その後1戦し勝利するも、2007年6月に引退を表明。現在は副業としてSky-A・Sports＋で解説を務める傍ら、実家の建築会社社長として働いている。

## プロ戦績
19戦 16勝（9KO）3敗